# Láz, Příbram
Láz là một làng thuộc huyện Příbram, vùng Středočeský, Cộng hòa Séc.